# هجوم كوبنهاجن 2022
هجوم كوبنهاجن 2022 في 3 يوليو 2022، فتح رجل النار في مركز تسوق فيلدز في كوبنهاغن بالدنمارك، مما أسفر عن مقتل ثلاثة أشخاص وإصابة أربعة آخرين بجروح خطيرة. الجاني هو رجل دنماركي له تاريخ في الاتصال بنظام الرعاية الصحية للأمراض النفسية. وقالت الشرطة إنه لا توجد مؤشرات على أن إطلاق النار كان إرهابيا.  تم اتهام الجاني بثلاث جرائم قتل وسبع محاولات قتل.  إطلاق النار الجماعي هو الأول في الدنمارك منذ إطلاق النار في كوبنهاغن عام 2015 .

## اطلاق الرصاص
وقع إطلاق النار في مركز تسوق فيلدز الواقع في أورستاد، وهي منطقة مدينة نامية في أماجر في كوبنهاغن.  دخل رجل يحمل بندقية وسكين المركز التجاري في وقت ما قبل الساعة 5:30 مساءً  كل الضحايا الذين قتلهم أو جرحوا كانوا بنيران النيران.  أظهرت صورة له وهو يرتدي سروال قصير بطول الركبة وسترة أو قميص بلا أكمام. تلقت الشرطة بلاغات إطلاق النار الأولى في الساعة 5:37 مساءً وألقت القبض على الرجل بعد 11 دقيقة.  قال شاهد إن مطلق النار بدا عنيفا وغاضبا، كان يجري ويصرخ.  عندما تحدث الشاهد مباشرة، قال مطلق النار «لم يكن حقيقيًا».

## الضحايا
أسفر إطلاق النار عن مقتل ثلاثة أشخاص وإصابة أربعة آخرين بجروح خطيرة.  أصيب 23 شخصًا بجروح طفيفة أثناء الإخلاء، بما في ذلك ثلاثة إصابات يحتمل أن تكون جروحًا ناتجة عن إطلاق النار، لكنهم لم يكونوا بحاجة إلى علاج في المستشفى.  الضحايا المتوفون هم فتاة دنماركية تبلغ من العمر 17 عامًا وصبي دنماركي يبلغ من العمر 17 عامًا ورجل روسي يبلغ من العمر 47 عامًا كان يعيش في الدنمارك.  الضحايا الأربعة الذين أصيبوا بجروح خطيرة كانوا مواطنين سويديين واثنين من الدنماركيين، أحدهم لا يزال في حالة حرجة في اليوم التالي لإطلاق النار. وفقًا للشرطة، يبدو أن الضحايا كانوا عشوائيين، مع عدم وجود ما يشير إلى استهداف أي مجموعة على وجه التحديد.

## مرتكب الجريمة
قُبض على رجل دنماركي يبلغ من العمر 22 عامًا على صلة بإطلاق النار.  كان لديه تاريخ في الاتصال بنظام الرعاية الصحية للأمراض النفسية.  قبل وقت قصير من إطلاق النار، قام بتحميل مقاطع فيديو على وسائل التواصل الاجتماعي حيث قام بمحاكاة الانتحار بالبندقية والمسدس وقال إن نوعًا معينًا من الأدوية النفسية لا يعمل.  الأسلحة النارية التي استخدمها أثناء إطلاق النار والتقاطها في مقاطع الفيديو لم تكن مملوكة له ولم يكن لديه ترخيص الأسلحة النارية المطلوب. كانت مملوكة قانونًا لشخص يعيش في نفس منزل مطلق النار.
ووجهت إلى الجاني ثلاث جرائم قتل وسبع محاولات قتل. في جلسة استماع بالمحكمة في 4 يوليو / تموز 2022، أُعيد إلى وحدة الطب النفسي المغلقة.

## ما بعد الكارثة
تم افتتاح مركز أزمات مؤقت حيث يمكن للأشخاص تلقي المساعدة النفسية بعد إطلاق النار.
بعد وقت قصير من إطلاق النار، أعلنت العائلة المالكة الدنماركية أنه تم إلغاء حفل استقبال كان من المقرر أن يستضيفه ولي العهد فريدريك للاحتفال باستضافة الدنمارك لسباق فرنسا للدراجات 2022 .  ألغى المغني البريطاني هاري ستايلز حفلًا موسيقيًا في الساحة الملكية القريبة كان مقررًا في وقت لاحق من ذلك المساء.
ووصفت رئيسة وزراء الدنمارك ميت فريدريكسن الهجوم بـ «الوحشي»، وقالت إنها أبدت تعاطفها العميق مع الضحايا وعائلاتهم، وشكرت الشرطة والمسعفين.
سيقام نصب تذكاري مساء يوم 5 يوليو 2022.

## المحاكمة
ألقت شرطة العاصمة كوبنهاغن القبض على المشتبه به في الساعة 15:48 بتوقيت غرينتش وهو رجل يبلغ من العمر 22 عامًا أطلق الرصاص فأردى ثلاثة أشخاص قتلى في مركز تسوق بالعاصمة الدنماركية كوبنهاغن، وجاء المشتبه به أمام المحكمة بقميص أزرق برفقة ثلاثة ضباط مدججين بالسلاح.